# Gottersjord
Gottersjord est une localité du comté de Troms, en Norvège.

## Géographie
Administrativement, Gottersjord fait partie de la kommune de Sørreisa.